# Franz Grunenwald
Franz Grunenwald (* 20. Mai 1861 in Berlin; † 10. März 1931 in Neubabelsberg) war ein deutscher Jurist, Diplomat und Gesandter.

## Beruflicher Werdegang
Die Schulausbildung absolvierte Franz Grunenwald im Sophien-Gymnasium und Realgymnasium in Berlin und am Collegium Groeningianum, dem Gröningschen Gymnasium in Stargard. Hier legte er im September 1880 das Abitur ab. Noch im gleichen Jahr begann er ein Studium der Rechtswissenschaften und der Nationalökonomie an den Universitäten Berlin, Lausanne und Leipzig. Nach dem Referendarexamen Ende 1883 durchlief er mehrere Bereiche im preußischen Justizdienst. Ein Jahr später legte er seine Dissertation vor und erhielt im März 1884 die Promotion zum Dr. jur. Ab Herbst 1887 setzte er seine Berufsprofilierung am Seminar für Orientalische Sprachen in Berlin fort. Dabei hatte er den Schwerpunkt auf die Beherrschung der chinesischen Sprache gerichtet. Den Endpunkt dieser Entwicklungsphase bildete das Assessorenexamen Mitte 1888.

## Einsatz in China
Im Sommer 1889 erhielt Franz Grunenwald seine Einberufung zum Auswärtigen Dienst. Unmittelbar danach erfolgte sein Einsatz als Dolmetscher-Aspirant an der deutschen Gesandtschaft in Peking. Nach vier Jahren Dolmetschertätigkeit wurde seine Überführung in die diplomatische Laufbahn vorgenommen. Ein erster Schritt dazu war für ihn die Leitung des Konsulats in Amoy und ein Jahr später 1894 der Wechsel an das Generalkonsulat Shanghai. Von dort kehrte Grunenwald 1895 nach Amoy zurück und hatte neben dem deutschen Konsulat auch die Verantwortung für die niederländische Konsularstelle. Zwischendurch leitete er noch zeitweilig das deutsche Konsulat in Tamsui und erhielt dann 1896 den Charakter eines Vizekonsuls.
Ab Mitte 1897 wurde Franz Grunenwald nach Berlin beordert und hier für sechs Monate in der Abt. II (Handelspolitik) verwendet. Anfang 1897 kehrte er nach China zurück, führte über längere Zeit das WVK Hankou und begleitete die Umwandlung in ein Konsulat bis 1899 mit. Bereits zu dieser Zeit hatte sich diese Region zu einem wichtigen internationalen Finanz- und Handelsplatz entwickelt. Dementsprechend bestand auch der wesentliche Arbeitsschwerpunkt der Geschäftsstelle in der Unterstützung deutscher Unternehmen bei ihren Aktivitäten vor Ort. Einer seiner Kontaktpartner war in dieser Zeit der deutsche Unternehmer Constantin von Hanneken (1854–1925), der sich vor Ort für die Entwicklung des Kohlebergbaus engagierte. Zugleich war dieser finanziell an der Jingxing Minen GmbH beteiligt. Im gleichen Jahr hatte Grunenwald den Charakter als Konsul erhalten und wurde 1901 dann zum Konsul ernannt. Hier war er bis 1902 tätig.
Im Folgejahr wechselte Franz Grunenwald als Konsul nach Manila. Dort übernahm er im April 1903 die Geschäfte. Auch dieser Einsatz ging über mehrere Jahre und endete 1909. Inzwischen hatte er sich zu einem Spezialisten für Handels- und handelspolitische Fragen in diesem ostasiatischen Raum entwickelt und erhielt deshalb einen Ruf ins Auswärtige Amt nach Berlin. Dort wurde er erneut in der Abt. II, der handelspolitischen Abteilung eingesetzt, nur dieses Mal dem Referat U (Überseeische Länder) zugeordnet. Im Sommer 1910 erhielt er den Charakter als Legationsrat und ein Jahr später die Ernennung zum Wirklichen Legationsrat sowie zugleich den Titel als Vortragender Rat. An der 1911 in Den Haag beginnenden Internationalen Opium-Konferenz nahm er als Vertreter Deutschlands teil. Diese endete Anfang 1912. Grunenwald kehrte nach Berlin zurück. Mit seiner Familie bewohnte er mit seiner Familie ein Haus in Neubabelsberg, Stahnsdorfer Straße 110, nahe am westlichen Rande der Reichshauptstadt.

## Einsatz in der Berliner Zentrale
Von diesem Zeitpunkt an war Franz Grunenwald für die Koordination der handelspolitischen Themen in der Zentrale des Auswärtigen Amtes zuständig. Im April 1915 wurde er zum Geheimen Legationsrat ernannt und wechselte 1920 zur Abteilung VI (Amerika, Spanien, Portugal). Ab Sommer führte er die Abteilung VII (Ostasien) kommissarisch. Dabei war er zugleich in die Leitung des wirtschaftlichen Generalreferates einbezogen, dessen stellvertretender Direktor er wurde. Von April 1921 an erhielt er zusätzlich direktorielle Befugnisse für das Referat Schifffahrtswesen übertragen. Noch im gleichen Jahr übernahm er dann die Leitung der Abteilung V (Großbritannien und britisches Reich), war als Dirigent zusätzlich für die Abteilung VI (Amerika, Spanien, Portugal) zuständig und führte 1922 beide Strukturen zur neuen Abteilung V zusammen. Ein Jahr später wurde er im Februar 1923 in den einstweiligen Ruhestand versetzt.
Mit der Amtsbezeichnung als Gesandter trat Franz Grunenwald im Sommer 1924 nochmals für einen Monat einen Auslandseinsatz an. Er vertrat in Luxemburg den amtierenden Gesandten Josef von Loehr (1859–1970). Die kommissarische Leitung des Hauses durch Grunenwald endet mit der Rückkehr von Loehr. Dann war er ohne weitere Verwendung und wurde 1926 in den endgültigen Ruhestand versetzt. Im März 1931 verstarb Grunenwald in seinem Haus in Neubabelsberg.

## Familie
Die Eltern von Franz Grunenwald waren der Schmiedemeister Karl Grunenwald und dessen Ehefrau Dorothea, geborene Pirk. Er selbst heiratete 1906 Maria Wahlen.